# Erotisches Rollenspiel

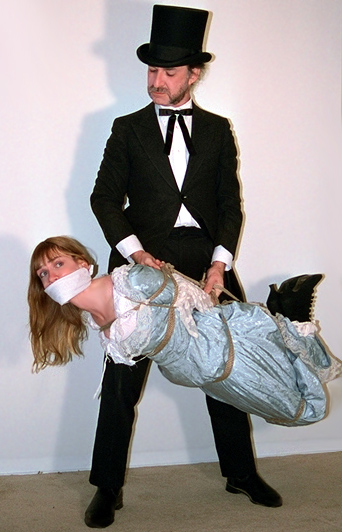
Bondage-Szenario in historischen Kostümen

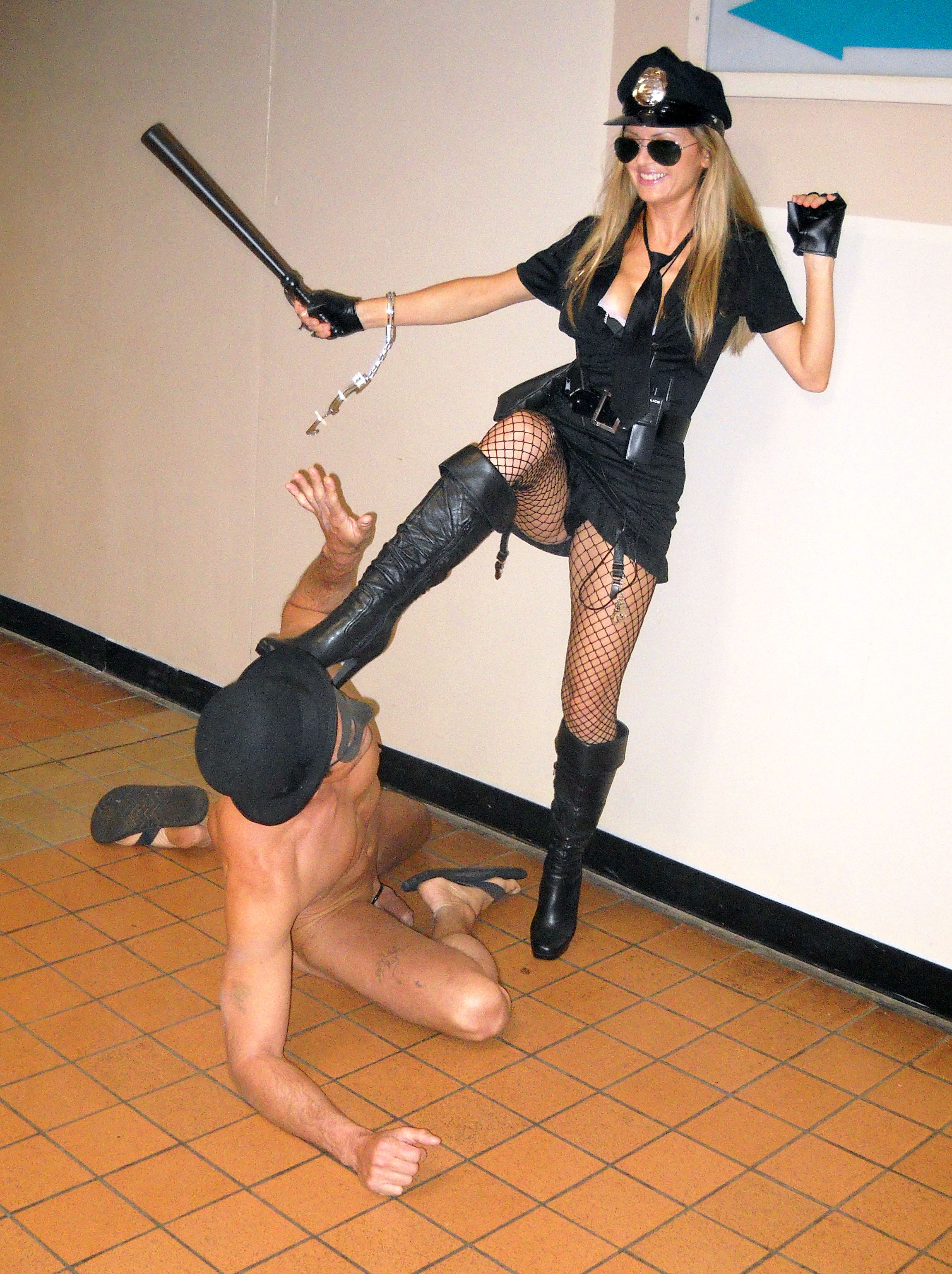
Polizistin, die einen Banditen in einem sexuellen Rollenspiel beherrscht

Ein erotisches oder sexuelles Rollenspiel ist eine Sexualpraktik. Dabei nehmen zwei oder mehr Sexualpartner teil, wobei jeder eine bestimmte Rolle übernimmt und sich dieser Rolle entsprechend verhält und gegebenenfalls kleidet bzw. verkleidet, um sich und/oder dem Partner Lust zu verschaffen. Viele der verbreitetsten Rollenspiele beinhalten Machtunterschiede, die verschiedenen Rollen lassen sich daher so gut wie immer einer der zwei BDSM-Rollen zuordnen.

## Formen
Ein erotisches Rollenspiel kann als Stimulation und Vorspiel für den Geschlechtsverkehr oder andere sexuelle Aktivitäten dienen, aber auch den gesamten Umfang der erotischen Aktivitäten darstellen, wie es im BDSM-Kontext oft der Fall ist (ohne dass zwangsläufig im engeren Sinne sexuelle Handlungen vollzogen werden müssen).
Dem Alltag zu entfliehen und sich in eine andere Person zu verwandeln, kann sehr befriedigend wirken, die eigenen sexuellen Fantasien beflügeln und für eine gesteigerte sexuelle Lust sorgen. So werden manche Männer sexuell erregt, wenn sich ihre Partnerin als strenge Lehrerin oder Schulmädchen verkleidet.
Bei den sogenannten Doktorspielen mimt einer der Sexualpartner den untersuchenden Arzt, ein anderer den Patienten. Beliebte sexuelle Rollenspiele sind auch die Erziehungsspiele, bei denen der eine Partner in die Rolle des dominanten, erziehenden Parts schlüpft.
Erotische Rollenspiele werden häufig in sadomasochistischen Kreisen gespielt. Dabei übernimmt eine Person Macht und Kontrolle, während der Partner oder die Partnerin dessen Befehle zu befolgen hat.
Folgende Szenarien, die mit dem freiwilligen Ungleichgewicht erotischer Macht einhergehen, finden unter anderem Anwendung (dabei gilt grundsätzlich, dass die Rollen unabhängig vom Geschlecht besetzt werden können):
- Meister bzw. Domina und Sklave
- Arzt und Patient
- Hausherr und Angestellter
- Geistlicher und Sünder
- Lehrer und Schüler
- Besitzer und Hund
- Pilot und Flugbegleiterin: Ein Partner schlüpft in die Rolle des Piloten, während der andere eine verführerische Flugbegleiterin spielt
- Mechaniker und Kunde: Während ein Partner den Mechaniker spielt, übernimmt der andere die Rolle des Kunden. Der Kunde versucht, den Mechaniker durch Verführung zu bezahlen
- Soldat und Freundin: Ein heimkehrender Soldat wird von seiner Freundin mit einem umwerfenden Dessous-Set überrascht

Auch Prostituierte nutzen oft Kostüme, um ihren Kunden vereinbarungsgemäß eine bestimmte Rolle vorzuspielen.

## Verbreitung
Eine im Jahr 2015 in den USA durchgeführte Umfrage ergab, dass 22 Prozent der befragten Personen schon Erfahrung mit erotischen Rollenspielen gemacht hatten.
Japans Bordelle haben um die Jahrtausendwende eine Marktlücke entdeckt und unter dem Begriff Cosplay erotische Rollenspiele in ihr Sortiment aufgenommen. Neben Prostituierten in Schuluniform oder Anime-Kostüm wird gerne eine Chikan-Situation nachgespielt. So haben einige Salons ein Zimmer zu einem Eisenbahn-Wagon ausgebaut, in dem die Kunden unbeteiligt herumstehende Prostituierte sexuell berühren dürfen.
Erotische Rollenspiele können auch als Chat-Rollenspiel gespielt werden. Siehe auch Cybersex.